# 珍妮弗·海尔
珍妮弗·海尔（英語：Jennifer Heil，1983年4月11日—），加拿大女子自由式滑雪运动员。她曾代表加拿大参加2002年、2006年和2010年冬季奥林匹克运动会自由式滑雪比赛，获得一枚金牌和一枚银牌。